# Calcio Catania 2004-2005
Questa pagina raccoglie i dati riguardanti il Calcio Catania nelle competizioni ufficiali della stagione calcistica 2004-2005.

## Stagione
Nella stagione 2004-2005 il Catania disputa il campionato di Serie B, raccoglie 55 punti, che valgono il dodicesimo posto. L'amministratore delegato Pietro Lo Monaco rimette in sesto il Catania, aiutato dal Direttore sportivo Roberto Policano. A Catania viene chiamato il tecnico Maurizio Costantini che però a fine ottobre, dopo la sconfitta interna (0-1) contro il Bari, perde il posto, al suo posto l'esperto Nedo Sonetti che mette tutti in careggiata. Al termine del girone di andata gli etnei hanno 26 punti. Al termine del campionato chiudono a metà classifica. Con 6 reti Jeda è il miglior realizzatore rossoazzurro, 3 dei quali su calcio di rigore, con 5 reti Matteo Serafini, entrambi giunti a Catania al termine del mercato invernale. Nella Coppa Italia il Catania disputa il settimo girone di qualificazione, ottenendo due vittorie con Catanzaro e Avellino, ma che ha promosso la Salernitana alle fasi finali.

## Rosa
| N. |                     | Ruolo | Calciatore                 |
| -- | ------------------- | ----- | -------------------------- |
| 1  | Italia (bandiera)   | P     | Armando Pantanelli         |
| 2  | Italia (bandiera)   | D     | Antonio Laurendi           |
| 3  | Italia (bandiera)   | D     | Thomas Manfredini          |
| 4  | Italia (bandiera)   | C     | Nicola Mariniello          |
| 4  | Brasile (bandiera)  | C     | Adriano Sartorio Mezavilla |
| 5  | Italia (bandiera)   | D     | Pietro Fusco               |
| 5  | Italia (bandiera)   | D     | Salvatore Fresi            |
| 5  | Italia (bandiera)   | D     | Antonino Cardinale         |
| 6  | Belgio (bandiera)   | C     | Johan Walem                |
| 7  | Italia (bandiera)   | C     | Orazio Russo               |
| 8  | Italia (bandiera)   | C     | Fabio Firmani              |
| 9  | Italia (bandiera)   | A     | Marco Ferrante             |
| 9  | Italia (bandiera)   | A     | Graziano Pellè             |
| 10 | Croazia (bandiera)  | A     | Davor Vugrinec             |
| 11 | Svizzera (bandiera) | C     | Marco Padalino             |
| 12 | Italia (bandiera)   | P     | Gaetano Romano             |
| 13 | Italia (bandiera)   | D     | Andrea Suriano             |
| 15 | Italia (bandiera)   | D     | Giovanni Paschetta         |
| 16 | Italia (bandiera)   | P     | Ciro Polito                |
| 17 | Italia (bandiera)   | C     | Salvatore Miceli           |
| 17 | Brasile (bandiera)  | C     | Fernando Menegazzo         |
| 18 | Italia (bandiera)   | A     | Eddy Baggio                |

| N. |                         | Ruolo | Calciatore           |
| -- | ----------------------- | ----- | -------------------- |
| 18 | Italia (bandiera)       | C     | Matteo Serafini      |
| 19 | Argentina (bandiera)    | C     | Mariano Messera      |
| 19 | Brasile (bandiera)      | A     | Jeda                 |
| 20 | Italia (bandiera)       | D     | Paolo Bianco         |
| 21 | Italia (bandiera)       | A     | Salvatore Bruno      |
| 21 | Italia (bandiera)       | D     | Cristian Silvestri   |
| 22 | Italia (bandiera)       | C     | Maurizio Anastasi    |
| 23 | Italia (bandiera)       | D     | Michele Zeoli        |
| 23 | Italia (bandiera)       | C     | Sebastiano Cilio     |
| 24 | Italia (bandiera)       | D     | Ernesto Terra        |
| 24 | Italia (bandiera)       | C     | Ciro Danucci         |
| 24 | Brasile (bandiera)      | C     | Higo Seara           |
| 25 | RD del Congo (bandiera) | A     | Christian Kanyengele |
| 26 | Italia (bandiera)       | C     | Fabio Caserta        |
| 27 | Italia (bandiera)       | D     | Sergio Giglio        |
| 28 | Italia (bandiera)       |       | Vito Strano          |
| 29 | Italia (bandiera)       | D     | Rosario Patanè       |
| 30 | Italia (bandiera)       | C     | Fabio Fanelli        |
| 31 | Italia (bandiera)       | A     | Christian Iannelli   |
| 32 | Italia (bandiera)       | D     | Stefano Lombardi     |
| 33 | Italia (bandiera)       | C     | Concetto Castorina   |
| 34 | Brasile (bandiera)      | D     | César                |

## Risultati

### Campionato

#### Girone di andata
| Arbitro: | Stefanini (Prato) |

|                                       |           |           |
| Spinesi 3’ Lorenzi 11’ Abbruscato 33’ | Marcatori | 41’ Russo |

| Arbitro: | Brighi (Cesena) |

|                |           |  |
| Kanyengele 11’ | Marcatori |  |

| Arbitro: | Cassarà (Palermo) |

|                                         |           |                                               |
| Corona 22’ (rig.) B. Carbone 54’ (rig.) | Marcatori | 11’ Manfredini 59’ (rig.) E. Baggio 61’ Bruno |

| Catania 25 settembre 2004, ore 20:30 4ª giornata | Catania             | 0 – 0 | Perugia | Stadio Angelo Massimino\| Arbitro: \| Carlucci (Molfetta) \| |
| Arbitro:                                         | Carlucci (Molfetta) |       |         |                                                              |

| Arbitro: | De Santis (Roma) |

|                            |           |              |
| Maniero 70’ Humberto 90+2’ | Marcatori | 67’ Ferrante |

| Arbitro: | Carlucci (Molfetta) |

|                       |           |                    |
| Russo 72’ Caserta 76’ | Marcatori | 7’ Bucchi 56’ Fini |

| Arbitro: | Romeo (Verona) |

|                         |           |            |
| Bruno 65’ E. Baggio 86’ | Marcatori | 78’ Munari |

| Arbitro: | Tombolini (Ancona) |

|                                                 |           |  |
| Italiano 42’ Bogdani 43’ Cossu 51’ Adailton 57’ | Marcatori |  |

| Arbitro: | Brighi (Cesena) |

|                           |           |  |
| Ferrante 45+1’ Miceli 49’ | Marcatori |  |

| Arbitro: | Bergonzi (Genova) |

|            |           |                |
| Guzmán 55’ | Marcatori | 25 aut.’ Rossi |

| Arbitro: | Stefanini (Prato) |

|  |           |             |
|  | Marcatori | 12’ Goretti |

| Arbitro: | M. Mazzoleni (Bergamo) |

|  |           |                 |
|  | Marcatori | 44 aut.’ Radice |

| Arbitro: | Ayroldi (Molfetta) |

|              |           |                                           |
| Ferrante 15’ | Marcatori | 4 rig.’ Milito 45+2’ Stellone 81’ Makinwa |

| Arbitro: | P.S. Mazzoleni (Bergamo) |

|                   |           |                             |
| Terra 19’ Job 22’ | Marcatori | 47’ Manfredini 69’ Ferrante |

| Catania 28 novembre 2004, ore 15:00 15ª giornata | Catania           | 0 – 0 | AlbinoLeffe | Stadio Angelo Massimino\| Arbitro: \| Rizzoli (Bologna) \| |
| Arbitro:                                         | Rizzoli (Bologna) |       |             |                                                            |

| Treviso 5 dicembre 2004, ore 15:00 16ª giornata | Treviso                     | 0 – 0 | Catania | Stadio Omobono Tenni\| Arbitro: \| Girardi (San Donà di Piave) \| |
| Arbitro:                                        | Girardi (San Donà di Piave) |       |         |                                                                   |

| Empoli 12 dicembre 2004, ore 15:00 17ª giornata | Empoli              | 0 – 0 | Catania | Stadio Carlo Castellani\| Arbitro: \| Castellani (Verona) \| |
| Arbitro:                                        | Castellani (Verona) |       |         |                                                              |

| Arbitro: | De Marco (Chiavari) |

|                        |           |               |
| Russo 10’ Vugrinec 26’ | Marcatori | 74’ Palladino |

| Arbitro: | P.S. Mazzoleni (Bergamo) |

|             |           |  |
| Sommese 21’ | Marcatori |  |

| Arbitro: | Cruciani (Pesaro) |

|             |           |           |
| Ferrante 3’ | Marcatori | 59’ Erpen |

| Arbitro: | Banti (Livorno) |

|             |           |  |
| Rinaudo 67’ | Marcatori |  |

#### Girone di ritorno
| Arbitro: | Girardi (San Donà di Piave) |

|              |           |                |
| Serafini 31’ | Marcatori | 50’ Torricelli |

| Arbitro: | Squillace (Catanzaro) |

|                    |           |                               |
| Margiotta 42’, 55’ | Marcatori | 45’ Caserta 65’ (aut.) Rigoni |

| Arbitro: | Romeo (Verona) |

|                       |           |  |
| Padalino 12’ Jeda 38’ | Marcatori |  |

| Arbitro: | Rocchi (Firenze) |

|                     |           |              |
| Milanese 28’ (rig.) | Marcatori | 64’ Lombardi |

| Arbitro: | Ayroldi (Molfetta) |

|               |           |  |
| Manfedini 56’ | Marcatori |  |

| Arbitro: | Carlucci (Molfetta) |

|                 |           |                              |
| Bianco 38 aut.’ | Marcatori | 63’ (rig.) Jeda 88’ Serafini |

| Arbitro: | Gabriele (Frosinone) |

|                                 |           |              |
| Munari 17’ Pianu 34’ Godeas 88’ | Marcatori | 62’ Serafini |

| Arbitro: | P.S. Mazzoleni (Bergamo) |

|                |           |             |
| Biasi 42 aut.’ | Marcatori | 72’ Dossena |

| Terni 14 marzo 2005, ore 20:45 30ª giornata | Ternana            | 0 – 0 | Catania | Stadio Libero Liberati\| Arbitro: \| Pantana (Macerata) \| |
| Arbitro:                                    | Pantana (Macerata) |       |         |                                                            |

| Arbitro: | Banti (Livorno) |

|                |           |  |
| Anastasi 90+3’ | Marcatori |  |

| Arbitro: | Gabriele (Frosinone) |

|            |           |  |
| Carrus 49’ | Marcatori |  |

| Arbitro: | De Marco (Chiavari) |

|              |           |           |
| Serafini 27’ | Marcatori | 22’ Sardo |

| Genova 20 aprile 2005, ore 20:30 34ª giornata | Genoa           | 0 – 0 | Catania | Stadio Luigi Ferraris\| Arbitro: \| Dattilo (Locri) \| |
| Arbitro:                                      | Dattilo (Locri) |       |         |                                                        |

| Arbitro: | Cassarà (Palermo) |

|                              |           |          |
| Silvestri 64’ Vugrinec 90+3’ | Marcatori | 6’ Croce |

| Arbitro: | Rocchi (Firenze) |

|              |           |  |
| Carobbio 26’ | Marcatori |  |

| Arbitro: | Girardi (San Donà di Piave) |

|                                   |           |  |
| O. Russo 74’ Jeda 85’ (rig.), 87’ | Marcatori |  |

| Arbitro: | Ayroldi (Molfetta) |

|                |           |                              |
| Jeda 1’ (rig.) | Marcatori | 64’, 69’ Vannucchi 87’ Buscè |

| Arbitro: | M. Mazzoleni (Bergamo) |

|               |           |  |
| Ferrarese 19’ | Marcatori |  |

| Arbitro: | Brighi (Cesena) |

|  |           |             |
|  | Marcatori | 49’ Troiano |

| Arbitro: | Squillace (Catanzaro) |

|               |           |             |
| Andersson 64’ | Marcatori | 3’ Serafini |

| Arbitro: | Cassarà (Palermo) |

|                        |           |  |
| Jeda 11’ Silvestri 76’ | Marcatori |  |

### Coppa Italia

#### Girone 7
| Arbitro: | Banti (Livorno) |

|                           |           |  |
| Ferrante 23’ Vugrinec 50’ | Marcatori |  |

| Arbitro: | Squillace (Catanzaro) |

|                   |           |           |
| Palladino 24’ 44’ | Marcatori | 21’ Bruno |

| Arbitro: | Cassarà (Palermo) |

|                                         |           |                 |
| Russo 37’ Ferrante 41’ (rig.) Bruno 66’ | Marcatori | 55’ Ghirardello |